# Хури, Колет
Колет Хури (араб. كوليت خوري‎, р. 1937) — сирийская поэтесса и писательница, внучка выдающегося сирийского политика Фариса аль-Хури.

## Биография
Колет Хури родилась в старинной дамасской христианской семье. Её отец Сухейль аль-Хури был политиком, а дядя — Хабиб Кахале — журналистом. Она окончила филологический факультет Дамасского университета по специальности «французская литература», а также литературную школу в Бейруте. В начале 1960-х годов Колет работала в еженедельном политическом журнале своего дяди «аль-Мудхик аль-Мубки», а также преподавала литературу в университете Дамаска. После прихода к власти в 1963 году партии Баас перед Колет, как и перед другими представителями старой аристократии, встал выбор: эмигрировать или остаться в Сирии, и она выбрала второе. После смерти Хабиба Кахале в 1965 году Колет, вместе со своим кузеном Самиром Кахале, руководила журналом, вплоть до его закрытия в 1966 году.
В 1990—1995 годах Колет Хури была независимым депутатом парламента Дамаска. В 2006 году Колет Хури была назначена литературной советницей президента Сирии Башара Асада. Писала для печатного органа правящей партии.

## Творчество
Колет Хури опубликовала свои первые произведения в 1957 году — тогда она выпустила сборник стихов на французском языке, под названием «Двадцать лет». Уже два года спустя выходит, пожалуй, самый известный её роман — «Дни с ним», принёсший Колет несколько скандальную славу. Главной героиней романа является дамасская девушка, отвергающая существующие социальные нормы ради исполнения своих мечтаний. История героини частично основана на личных переживаниях Колет Хури от романа с известным сирийским поэтом Низаром Каббани.
Существенное место в творчестве Хури занимает тематика арабо-израильского конфликта. Два её романа («Приглашение в Кунейтру» и «Дамаск — мой большой дом») написаны под впечатлением от проигранной Сирией войны 1967-го года и последовавшей оккупации Голанских высот. Ещё один роман — «Светлые дни» — посвящён войне Судного дня. Этот роман входит в обязательную программу чтения в 11-м классе сирийских школ. В 1989 году Хури опубликовала первую часть дневников своего деда Фариса аль-Хури. В своём творчестве Колет Хури исповедует реалистический подход.